# Mistrzostwa Ameryki U-18 w Piłce Ręcznej Kobiet 2001
Mistrzostwa Ameryki U-18 w Piłce Ręcznej Kobiet 2001 – pierwsze mistrzostwa Ameryki U-18 w piłce ręcznej kobiet, oficjalny międzynarodowy turniej piłki ręcznej o randze mistrzostw kontynentu organizowany przez PATHF mający na celu wyłonienie najlepszej złożonej z zawodniczek do lat osiemnastu żeńskiej reprezentacji narodowej w Ameryce. Odbył się w dniach 26–30 września 2001 roku w São Bernardo do Campo.
Zawody zostały rozegrane systemem kołowym w sześciozespołowej obsadzie w Ginásio do MESC w São Bernardo do Campo będąc pierwszym pozaueropejskim turniejem mistrzowskim w piłce ręcznej dziewcząt w tej kategorii wiekowej. Z kompletem zwycięstw w turnieju triumfowała reprezentacja Brazylii
.

## Mecze
| 26 września 200112:00 | Urugwaj U-18 | 22:18(10:9) | Chile U-18 | Ginásio do MESC, São Bernardo do Campo |
| 26 września 200112:00 |              | 22:18(10:9) |            | Ginásio do MESC, São Bernardo do Campo |

| 26 września 200114:00 | Argentyna U-18 | 46:16(26:7) | Meksyk U-18 | Ginásio do MESC, São Bernardo do Campo |
| 26 września 200114:00 |                | 46:16(26:7) |             | Ginásio do MESC, São Bernardo do Campo |

| 26 września 200116:00 | Brazylia U-18 | 32:19(16:9) | Paragwaj U-18 | Ginásio do MESC, São Bernardo do Campo |
| 26 września 200116:00 |               | 32:19(16:9) |               | Ginásio do MESC, São Bernardo do Campo |

| 27 września 200112:00 | Argentyna U-18 | 29:20(14:7) | Paragwaj U-18 | Ginásio do MESC, São Bernardo do Campo |
| 27 września 200112:00 |                | 29:20(14:7) |               | Ginásio do MESC, São Bernardo do Campo |

| 27 września 200114:00 | Urugwaj U-18 | 43:15(19:9) | Meksyk U-18 | Ginásio do MESC, São Bernardo do Campo |
| 27 września 200114:00 |              | 43:15(19:9) |             | Ginásio do MESC, São Bernardo do Campo |

| 27 września 200116:00 | Brazylia U-18 | 26:16(16:9) | Chile U-18 | Ginásio do MESC, São Bernardo do Campo |
| 27 września 200116:00 |               | 26:16(16:9) |            | Ginásio do MESC, São Bernardo do Campo |

| 28 września 200112:00 | Chile U-18 | 26:23(10:7) | Paragwaj U-18 | Ginásio do MESC, São Bernardo do Campo |
| 28 września 200112:00 |            | 26:23(10:7) |               | Ginásio do MESC, São Bernardo do Campo |

| 28 września 200114:00 | Argentyna U-18 | 17:13(7:3) | Urugwaj U-18 | Ginásio do MESC, São Bernardo do Campo |
| 28 września 200114:00 |                | 17:13(7:3) |              | Ginásio do MESC, São Bernardo do Campo |

| 28 września 200116:00 | Brazylia U-18 | 47:7(23:4) | Meksyk U-18 | Ginásio do MESC, São Bernardo do Campo |
| 28 września 200116:00 |               | 47:7(23:4) |             | Ginásio do MESC, São Bernardo do Campo |

| 29 września 200112:00 | Argentyna U-18 | 22:17(10:7) | Chile U-18 | Ginásio do MESC, São Bernardo do Campo |
| 29 września 200112:00 |                | 22:17(10:7) |            | Ginásio do MESC, São Bernardo do Campo |

| 29 września 200114:00 | Paragwaj U-18 | 36:18(18:11) | Meksyk U-18 | Ginásio do MESC, São Bernardo do Campo |
| 29 września 200114:00 |               | 36:18(18:11) |             | Ginásio do MESC, São Bernardo do Campo |

| 29 września 200116:00 | Brazylia U-18 | 28:18(12:6) | Urugwaj U-18 | Ginásio do MESC, São Bernardo do Campo |
| 29 września 200116:00 |               | 28:18(12:6) |              | Ginásio do MESC, São Bernardo do Campo |

| 30 września 200110:00 | Chile U-18 | 31:17(15:4) | Meksyk U-18 | Ginásio do MESC, São Bernardo do Campo |
| 30 września 200110:00 |            | 31:17(15:4) |             | Ginásio do MESC, São Bernardo do Campo |

| 30 września 200112:00 | Urugwaj U-18 | 24:20(14:9) | Paragwaj U-18 | Ginásio do MESC, São Bernardo do Campo |
| 30 września 200112:00 |              | 24:20(14:9) |               | Ginásio do MESC, São Bernardo do Campo |

| 30 września 200114:00 | Brazylia U-18 | 20:13(8:6) | Argentyna U-18 | Ginásio do MESC, São Bernardo do Campo |
| 30 września 200114:00 |               | 20:13(8:6) |                | Ginásio do MESC, São Bernardo do Campo |